# Dendrobium unicum
Dendrobium unicum Seidenf, 1970 è una pianta della famiglia delle Orchidacee, originaria dell'Asia sud-orientale.

## Descrizione
È una pianta epifita, che cresce oltre che su alberi anche su cespugli, o litofita. È di piccole dimensioni con gambi a grappolo, recanti 2 o 3 foglie apicali strette e persistenti. Fiorisce dalla tarda primavera all'estate con uno o due racemi ascellari con fino a quattro fiori profumati..

## Distribuzione e habitat
D. unicum cresce spontanea in Vietnam, Laos e Thailandia.
Il suo habitat sono le foreste sempreverdi dalla quota di 800 fino a 1550 metri..

## Coltivazione
Necessita di caldo-umido durante la stagione di fioritura, ma predilige il fresco-secco nella stagione di riposo. Una diminuzione di acqua e fertilizzante è benefica per l'inizio dell'inverno, negli ultimi due mesi invernali l'acqua deve essere ridotta ancora ed eliminati i fertilizzanti fino ai nuovi sviluppi in primavera..